# Пиетлович, Гойко
Гойко Пиетлович (серб. Гојко Пијетловић; род. 7 августа 1983, Нови-Сад) — сербский ватерполист, игрок сборной Сербии. Двукратный чемпион Олимпийских игр 2016 и 2020 годов, двукратный чемпион мира 2009 и 2015 годов, трёхкратный чемпион Европы (2014, 2016 и 2018 годов), двукратный чемпион Средиземноморских игр 2009 и 2018 годов.
Старший брат двуккратного олимпийского чемпиона по водному поло Душко Пиетловича.

## Карьера
На клубном уровне Гойко Пиетлович сначала играл за ВК «Воеводина», а с 2002 по 2008 год — в «Партизане». В дальнейшем играл в Италии, в Венгрии.
В 2009 году в составе национальной сборной на чемпионате мира в Риме стал чемпионом. На летних Олимпийских играх в Лондоне Сербия выиграла бронзовые медали и Гойко играл в составе этой команды.
В 2014 году впервые в карьере стал чемпионом Европы. В 2015 году в Казани на чемпионате мира в составе сборной завоевал золотую медаль, став двукратным чемпионом планеты.
Принимал участие в летних Олимпийских играх 2016 года в Бразилии, где вместе с Сербией дошёл до финала и одолев Хорватию завоевал первую золотую олимпийскую медаль.
В 2021 году принимал участие в летних Олимпийских играх в Токио, где сербы повторили итог четырёхлетней давности и вновь стали олимпийскими чемпионами.